# Тауыш
Тауыш (каз. Тәуіш) — село в Джангельдинском районе Костанайской области Казахстана. Административный центр Жаркольского сельского округа. Код КАТО — 394249100.

## Население
В 1999 году население села составляло 1217 человек (621 мужчина и 596 женщин). По данным переписи 2009 года, в селе проживало 1177 человек (612 мужчин и 565 женщин).